# Liste der Kulturgüter in Faido
Die Liste der Kulturgüter in Faido enthält alle Objekte in der Gemeinde Faido im Kanton Tessin, die gemäss der Haager Konvention zum Schutz von Kulturgut bei bewaffneten Konflikten, dem Bundesgesetz vom 20. Juni 2014 über den Schutz der Kulturgüter bei bewaffneten Konflikten sowie der Verordnung vom 29. Oktober 2014 über den Schutz der Kulturgüter bei bewaffneten Konflikten unter Schutz stehen.
Objekte der Kategorien A und B sind vollständig in der Liste enthalten, Objekte der Kategorie C fehlen zurzeit (Stand: 1. Januar 2023).

## Kulturgüter
| Foto |                                                                                       | Objekt | Kat. | Typ | Standort                                                             | Beschreibung |
| ---- | ------------------------------------------------------------------------------------- | --- | ---- | --- | -------------------------------------------------------------------- | ------------ |
| ja   | Datei hochladen · Wikidata zu Kirche Santa Maria Assunta (Q3673278)                   | Kirche Santa Maria Assunta / Chiesa di Santa Maria Assunta KGS-Nr.: 05409                                           | A    | G   | Chiggiogna, Via alla Chiesa di Santa Maria Assunta 4 706326 / 147197 |              |
| ja   | Datei hochladen · Wikidata zu Kirche Sant'Ambrogio (Q3672352)                         | Kirche Sant’Ambrogio / Chiesa di Sant'Ambrogio KGS-Nr.: 05410                                                       | A    | G   | Chironico, Via Sant'Ambrogio 8 708019 / 142248                       |              |
| ja   | Datei hochladen · Wikidata zu Pedrini-Turm (Q29527212)                                | Torre-Turm / Torre Pedrini KGS-Nr.: 05411                                                                           | A    | G   | Chironico, Stráda de Ciróni 708043 / 142224                          |              |
| ja   | Datei hochladen · Wikidata zu Selvini Haus (Q29527206)                                | Casa Selvini KGS-Nr.: 05452                                                                                         | A    | G   | Via Canton Uri 36 704278 / 148434                                    |              |
| BW   | Datei hochladen · Wikidata zu Pfarrkirche San Siro (Q3672079)                         | Pfarrkirche San Siro / Chiesa parrocchiale di San Siro KGS-Nr.: 05569                                               | A    | G   | Mairengo, Via Mairengo 703554 / 149536                               |              |
| ja   | Datei hochladen · Wikidata zu Pfarrkirche Santi Lorenzo e Agata (Q1686143)            | Pfarrkirche Santi Lorenzo e Agata / Chiesa parrochiale dei Santi Lorenzo e Agata KGS-Nr.: 05709                     | A    | G   | Rossura, Strèda da Rossüra 12 706452 / 148006                        |              |
| BW   | Datei hochladen · Wikidata zu Pfarrkirche San Giovanni Battista decollato (Q29884231) | Pfarrkirche San Giovanni Battista decollato / Chiesa parrocchiale di San Giovanni Battista decollato KGS-Nr.: 05229 | B    | G   | Anzonico, Stráda di Vign 709453 / 142926                             |              |
| BW   | Datei hochladen · Wikidata zu Trotte in der Campagna Nuova (Q29884240)                | Trotte in der Campagna Nuova / Torchio in località Campagna Nuova KGS-Nr.: 05230                                    | B    | G   | Anzonico, Stráda di Vign 709528 / 142181                             |              |
| BW   | Datei hochladen · Wikidata zu Haus Regina (Q29884225)                                 | Haus Regina / Casa Regina KGS-Nr.: 05357                                                                            | B    | G   | Calonico 707690 / 145393                                             |              |
| ja   | Datei hochladen · Wikidata zu Pfarrkirche San Martino (Q3671029)                      | Pfarrkirche San Martino / Chiesa parrocchiale di San Martino KGS-Nr.: 05358                                         | B    | G   | Calonico, In San Martín 15 707490 / 145398                           |              |
| BW   | Datei hochladen · Wikidata zu Oratorium Sant’Ambrogio (Q3884775)                      | Oratorium Sant’Ambrogio / Oratorio di Sant’Ambrogio KGS-Nr.: 05391                                                  | B    | G   | Cavagnago, in Campiáscia 22 710682 / 141748                          |              |
| ja   | Datei hochladen · Wikidata zu Elektrizitätswerk Piottino (Q29884226)                  | Elektrizitätswerk Piottino / Centrale elettrica del Piottino KGS-Nr.: 05413                                         | B    | G   | Chironico, Via Centrale 12 707683 / 143954                           |              |
| BW   | Datei hochladen · Wikidata zu Pfarrkirche San Lorenzo (Q3670890)                      | Pfarrkirche San Lorenzo / Chiesa parrocchiale di San Lorenzo KGS-Nr.: 05736                                         | B    | G   | Sobrio, Via alla Chiesa di San Lorenzo 13 712245 / 139892            |              |
| BW   | Datei hochladen · Wikidata zu Oratorium San Giuseppe (Q29884238)                      | Oratorium San Giuseppe / Oratorio di San Giuseppe KGS-Nr.: 11948                                                    | B    | G   | Chiggiogna, Fusnengo 705960 / 147507                                 |              |
| BW   | Datei hochladen · Wikidata zu Pfarrkirche San Giacomo Apostolo (Q3670243)             | Pfarrkirche San Giacomo Apostolo / Chiesa parrocchiale di San Giacomo Apostolo KGS-Nr.: 11949                       | B    | G   | Rossura, Molare nucleo 5 706847 / 149269                             |              |
| BW   | Datei hochladen · Wikidata zu Faido Portal des Autobahntunnels (Q117503489)           | Portal des Autobahntunnels / Portale di galleria autostradale KGS-Nr.: 17212                                        | B    | G   | 704537 / 147939                                                      |              |